# Loxophlebia roseipectus
Loxophlebia roseipectus là một loài bướm đêm thuộc phân họ Arctiinae, họ Erebidae.